# Katharina Würmseer
Katharina Würmseer (* 28. Januar 1986 in Reichersbeuern) ist eine ehemalige deutsche Fußballspielerin, die von 2003 bis 2011 für den FC Bayern München in vier Spielklassen zum Einsatz kam.

## Karriere

### Vereine
Würmseer begann neunjährig in ihrem Geburtsort im oberbayerischen Landkreis Bad Tölz-Wolfratshausen beim SC Reichersbeuern mit dem Fußballspielen und setzte es zwei Jahre später in Gmund am Tegernsee im oberbayerischen Landkreis Miesbach bei den Sportfreunden Gmund-Dürnbach fort – zu dem sie – nach einem zweijährigen Intermezzo in der Jugendabteilung des FC Bayern München – zurückgekehrt war.
Von 2003 bis 2011 gehörte sie der Zweiten Mannschaft des FC Bayern München an, für die sie in der drittklassigen Bayernliga bis 2007 43 Punktspiele bestritt. Sie debütierte am 30. August 2003 (1. Spieltag) beim 3:1-Sieg im Auswärtsspiel gegen den TSV Schwaben Augsburg und erzielte am 30. Oktober 2004 (9. Spieltag) beim 7:1-Sieg im Heimspiel gegen den SC Regensburg ihr erstes von vier Toren. Bis zum Aufstieg ihrer Mannschaft in die ab der Saison 2007/08 wiedereingeführten, nunmehr drittklassigen Regionalliga Süd, gewann sie mit dem FC Bayern München II dreimal die Bayerische Meisterschaft und einmal den Bayerischen Pokal.
In der Zeit vom 8. September 2007 (1. Spieltag) bis 17. Mai 2009 (17. Spieltag) absolvierte sie zehn Saisonspiele in der Regionalliga Süd, in der sie zwei Tore erzielte. Als Meister aus dieser 2009 hervorgegangen, bestritt sie in der seinerzeit zweigleisigen 2. Bundesliga vom 15. August bis 7. November 2010 sechs Punktspiele in der Gruppe Süd. Als Neuntplatzierter von zwölf Vereinen konnte die Klasse mit drei Punkten vor dem FFC Wacker München, der trotz der Relegation absteigen musste, gehalten werden. In ihrer letzten Saison für die Bayern, in der sie ihr letztes Spiel am 7. November 2010 (12. Spieltag) beim 4:1-Sieg im Heimspiel gegen den SC Sand gewann, schloss sie diese als Achtplatzierter ab.
Während dieser Zeit kam sie auch für die Erste Mannschaft in der Bundesliga zum Einsatz. Am 5. Juni 2006 (22. Spieltag) debütierte sie bei der 1:3-Niederlage im Auswärtsspiel gegen den 1. FFC Turbine Potsdam, als sie in der 78. Minute für Christina Eckmann eingewechselt wurde. Gegen diesen Verein erzielte sie am 1. Juni 2008 (20. Spieltag) beim 7:2-Erfolg mit dem Treffer zum 3:0 in der 39. Minute auch ihr erstes von zwei Bundesligatoren in 46 Begegnungen. Des Weiteren wurde sie am 24. Oktober 2010 beim 8:0-Achtelfinalsieg im DFB-Pokal-Wettbewerb gegen den SV Victoria Gersten ab der 70. Minute für Sandra de Pol eingesetzt, wie auch im WM-Überbrückungsturnier um den Bundesliga-Cup 2007 im zweiten Spiel der Gruppe 3 beim 3:2-Sieg über den 1. FC Saarbrücken. Auf internationaler Vereinsebene kam sie zudem am 30. Juli 2009, mit ihrer Mannschaft als Zweitplatzierter der Meisterschaft für den Wettbewerb qualifiziert, im Qualifikationsspiel der Gruppe A für die UEFA Women’s Champions League 2009/10 zum Einsatz. Im ersten Spiel, das gegen den Glasgow City FC mit 5:2 gewonnen wurde, erzielte sie das Führungstor zum 1:0 in der 16. Minute. Mit den Treffern zum 1:0 (13.), 5:0 (34.), 11:0 (46.), 13:0 (70.) und 18:0 (88. Minute) erzielte sie gar fünf Tore dann im zweiten Spiel beim 19:0 gegen den georgischen Meister Norchi Dinamoeli.

### Auswahl-/Nationalmannschaft
Würmseer gehörte von 1998 bis 2004 der Auswahlmannschaft des Bayerischen Fußball-Verbandes an und gewann mit ihr 2002 den Amateur-Länderpokal.
Am 16. Oktober 2002 trug sie beim 4:3-Sieg der U-17-Nationalmannschaft über die Auswahl Schwedens in Feucht erstmals das Nationaltrikot.
2003 nahm sie am Turnier um den inoffiziellen Europameistertitel der U-17-Nationalmannschaften, das vom 30. Juni bis 6. Juli 2003 in Schweden ausgetragen wurde, teil. Sie bestritt alle drei Spiele der Gruppe B, die mit 2:1 gegen die Auswahl der Niederlande am 30. Juni in Hudiksvall und mit jeweils 3:0 gegen die Auswahlen Norwegens am 2. Juli in Vallsta und Dänemarks am 4. Juli in Söderhamn allesamt gewonnen wurden. Als Gruppensieger erreichte ihre Mannschaft das Finale, das die Auswahl Schwedens mit 5:4 im Elfmeterschießen gewann, nachdem das Spiel regulär 1:1 (Ausgleichstreffer Angelika Feldbacher in der 67. Minute) geendet hatte.

## Erfolge
Auswahl-/Nationalmannschaft
- Nordic-Cup-Finalist 2003
- Amateur-Länderpokal-Sieger 2002

Bayern München
- Bundesliga-Cup-Sieger 2011
- Zweiter der Meisterschaft 2009
- Meister der Regionalliga Süd 2009
- Bayerischer Meister 2004, 2005, 2007
- Bayerischer Pokalsieger 2003